# Frontier Wrestling Alliance
Pour les articles homonymes, voir FWA.
Frontier Wrestling Alliance (FWA) est une promotion de catch anglaise. Fondé en 1993 sous le nom de Fratton Wrestling Association et devient la Frontier Wrestling Alliance en 2007 lors de la défaite de la bataille inter-promotion avec la International Pro Wrestling: United Kingdom. Résultat fermeture de la Fratton Wrestling Association et fondation de la XWA, basé sur l'ancienne FWA avec l'ancienne équipe et les anciens catcheurs. En 2009, la branche FWA se sépare de la XWA.

## Règles
La promotion pratique les règles de base du catch mais adopte le système de carton rouge et jaune du football (rouge pour la disqualification). Le piledriver est interdit à la FWA et donne droit à une disqualification.

## Championnats
Note : TBD signifie to be defined, soit « pas encore défini ».

### Champions actuels
| Championnat                        | Champion(s) | Date | Événement | Ancien champion(s) |
| ---------------------------------- | ----------- | ---- | --------- | ------------------ |
| FWA World Heavyweight Championship | TBD         |      |           | Vacant             |
| FWA Flyweight Championship         | TBD         |      |           | Vacant             |

### Championnats dans d'autres promotions
| Championnat                      | Dernier Champion FWA | Date             | Champion actuel | Promotion actuelle                          |
| -------------------------------- | -------------------- | ---------------- | --------------- | ------------------------------------------- |
| British Heavyweight Championship | Robbie Brookside     | 15 juillet 2006  | Spud            | XWA                                         |
| British Flyweight Championship   | Ross Jordan          | 10 décembre 2006 | Spud            | XWA                                         |
| All England Championship         | Sam Slam             | 25 mars 2007     | Leroy Kincaide  | International Pro Wrestling: United Kingdom |

### Championnats arrêtés
| Championnat                       | Date de création | Premier(s) champion(s)   | Date de disparition | Dernier(s) champion(s)   |
| --------------------------------- | ---------------- | ------------------------ | ------------------- | ------------------------ |
| FWA European Union Championship   | 2000             | Stuart Fury              | 9 juillet 2001      | Scottie Rock             |
| XPW European Championship         | 16 mars 2003     | Jonny Storm              | 28 novembre 2004    | Jonny Storm              |
| FWA Tag Team Championship         | 24 mars 2000     | The New Breed            | 20 octobre 2006     | Stixx and Stone          |
| FWA Academy Championship          | 28 June 2003     | James Tighe              | 27 janvier 2007     | LT Summers               |
| FWA Academy Tag Team Championship | 25 novembre 2005 | Mark Sloan & Ollie Burns | 27 janvier 2007     | Mark Sloan & Ollie Burns |

### Accomplissement terminé
| Accomplissement        | Dernier vainqueur | Date de victoire | Notes               |
| ---------------------- | ----------------- | ---------------- | ------------------- |
| Gold Rush              | Jonny Storm       | 3 février 2007   | Maintenant à la XWA |
| King of England        | Jody Fleisch      | 9 février 2002   | One-off tournament  |
| Round Robin tournament | Jody Fleisch      | 31 juillet 2005  |                     |

## Catcheurs
- Doug Williams
- Jonny Storm
- Pac
- Johnny Moss
- Joey Hayes
- Marty Scurll
- Zack Sabre, Jr.
- Martin Stone
- El Ligero
- Rockstar Spud
- Andrew Simmonz
- Bubblegum